# Гаррі Грей
Гаррі Ґрей (англ. Harry Grey, справжнє ім'я Гершель Ізраїлевич Голдберг, англ. Herschel Goldberg, 2 листопада 1901, Одеса — 1 жовтня 1980, Мангеттен) — американський письменник. Його перша книга «Бандити» була взята за основу фільму Серджо Леоне «Одного разу в Америці», в якому головну роль зіграв Роберт Де Ніро. Це була одна з небагатьох автобіографій реальних гангстерів. Вважається, що справжнє прізвище автора Голдберг і що його мемуари частково правдиві, частково підсвідомо змінені та частково вигадані, були написані, коли Голдберг був поміщений у в'язницю Сінг-Сінг.
Після «Бандитів» Ґрей опублікував ще дві книги: «Називайте мене Герцог» (1955) і «Портрет гангстера» (1958). Вони так само засновані на його досвіді роботи в якості гангстера, але мали набагато менший успіх.
«Golden Palm Star», частина Зоряної доріжки Палм-Спрінгс, була виділена Грею в 1999 році.

## Біографія
Справжнє ім'я Ґрея було Гершель Голдберг. Народився в Одесі (Російська Імперія) в 1901 році в сім'ї Ізраїлю і Селії Голдберг, які емігрували до США в 1905 році. У сьомому класі кинув навчання. Був братом Хаймана Голдберга, який публікував колонку і критичні статті для газети New York Post, був автором кількох книг, включаючи «Наша людина на кухні» та збірки рецептів зі своєї колонки під назвою «Розсудливість Пенні».
У 1912 році батько Голдберга серйозно захворів, його поклали в лікарню на операцію. Під час його перебування в госпіталі, Селія почала готувати їжу для чоловіків в околицях, які економили гроші, чиї сім'ї також переїхали з Європи в Америку. Коли Ізраїль повернувся з лікарні, він побачив, що справи у Селії пішли дуже вдало, і відкрив ресторан. Всі діти, включаючи Гаррі й Хаймана, допомагали батькові в бізнесі.
У 1932 році Гаррі одружився з Мілдред Бекер. Закінчив коледж. Мав трьох дітей: Беверлі, Харві й Симеона. В результаті аварії був госпіталізований та, вже будучи в п'ятдесятилітньому віці, вирішив описати своє життя у 20-х і 30-х роках, а також гангстерські групи, які контролювали Ньюйоркці. Щоб захистити себе і свою сім'ю, змінив прізвище, і замість Голдберг став зватися Грей.
Помер у жовтні 1980 року, незабаром після початку зйомок фільму «Одного разу в Америці».